# Dan I de Valaquia
Dan I (1354-23 de septiembre de 1386) fue un voivoda (príncipe, gobernante) del principado de Valaquia (reinó ca. 1384 - 1386). Pereció en combate contra las tropas del zar búlgaro Iván Shishman durante la guerra con Bulgaria (1384-23 de septiembre de 1386).
Sus descendientes fueron los miembros de la casa de Dănești, una de las dos ramas descendientes de Basarab I, que fueron los reclamantes al voivodato del principado de Valaquia en los siglos siguientes. La otra rama rival fue la casa de Drăculești.